# Port de La Rochelle
Le port de La Rochelle est un port de commerce, de pêche et de plaisance, situé à La Rochelle, dans le département de la Charente-Maritime (région Nouvelle-Aquitaine), en France. Son activité et ses installations sont aujourd'hui gérés par les établissements publics du Grand port maritime de La Rochelle, du Port de pêche de Chef de Baie et du Port de plaisance La Rochelle.

## Présentation
Le port de la Rochelle regroupe différentes structures portuaires distinctes :
- Port autonome de La Rochelle, devenu le Grand port maritime de La Rochelle Pallice
- Port de La Pallice, actuel port de marchandises.
- Base sous-marine de La Rochelle, base sous-marine créée sous l'occupation. Elle se situe dans l'enceinte du port autonome.
- Port de pêche de Chef de Baie, avec plus de 6 000 tonnes de poissons par an, c'est le 4e port de France pour la pêche.
- Port de plaisance La Rochelle, Entité gérant les 3 ports de plaisance de la ville :

1. Vieux-Port de La Rochelle
2. Port des Minimes
3. Port-Neuf

## Histoire
La traite négrière a été mise en œuvre, en autres, depuis le port de La Rochelle jusqu'au XVIIIe siècle, depuis le Vieux-Port de La Rochelle.